# Bukovina
Bukovina (tiếng Romania: Bucovina; tiếng Ukraina: Буковина/Bukovyna; tiếng Đức và tiếng Ba Lan: Bukowina) là một khu vực lịch sử ở Trung Âu (hoặc Đông Âu), hiện đang bị chia cắt giữa România (hầu hết hạt Suceava) và Ukraina (một phần tỉnh Chernivtsi), nằm trên sườn phía bắc của phần trung tâm dãy núi Đông Carpath và các vùng đồng bằng liền kề.
Vùng đất này, nơi cả người Ukraine (Ruthenians) và người Romania (Moldavians) cùng chung sống, đã từng là một phần quan trọng không thể tách rời của công quốc Moldavia vào thế kỷ 14. Suceava, tọa lạc ở phía nam của Bukovina, tự hào là thủ phủ của Moldavia từ cuối thế kỷ 14 cho tới giữa thế kỷ 16.